# Белогорск (Амурска област)
Белогорск е град в Амурска област, Русия. Административен център е на Белогорски район. Той е и важен транспортен възел на Транссибирската магистрала.

## История
Основан е през 1860 г. като Александровское. През 1926 г. селището получава статус на град и е преименувано на Александровск-на-Томи, а от 1931 г. се казва Краснопартизанск. През 1936 г. името на града е сменено на Куйбишевка-Восточная, а от 1957 г. насам носи сегашното си име – Белогорск.

## Икономика
Белогорската промишленост е съставена основно от хранително-вкусови предприятия и производството на строителни материали.